# Espadanedo (Macedo de Cavaleiros)
Espadanedo é uma povoação portuguesa do Município de Macedo de Cavaleiros que foi sede da extinta Freguesia de Espadanedo, freguesia que tinha 17,90 km² de área e 188 habitantes (2011), e, por isso, uma densidade populacional de 10,5 hab/km².
A Freguesia de Espadanedo foi extinta (agregada) pela reorganização administrativa de 2012/2013, tendo o seu território sido agregado ao das Freguesias de Edroso, Murçós e Soutelo Mourisco para criar a nova União de Freguesias de Espadanedo, Edroso, Murçós e Soutelo Mourisco.
A antiga freguesia de S. Miguel de Espadanedo e Valongo pertenceu ao antigo concelho de Torre D. Chama, extinto a 24 de Outubro de 1855, em 1839 aparece agregada à comarca de Bragança e em 1852 à de Mirandela. Passa a pertencer definitivamente ao concelho (atual município) de Macedo de Cavaleiros em 1862.
Espadanedo é uma característica “aldeia da Serra” com histórias e lendas que ainda se vislumbram nos velhos umbrais e janelas das casas. À freguesia pertencem as localidades de Bousende e Valongo.
Destaca-se no seu património a Igreja Matriz e a Capela de Nossa Senhora do Caminho. Em Bousende encontramos um moinho comunitário movido a água e uma fonte de mergulho, para além de toda a aldeia conservar um inconfundível carácter antigo e com cantarias nas casas que fazem do seu conjunto um motivo de visita.
Na Serra de Penha Mourisca, a nordeste de Bousende, foram encontrados vários achados arqueológicos de superfície, nomeadamente cerâmica comum, assim como vestígios de panos de muralha.
Na localidade de Valongo há a referir a sua capela, consagrada a Nossa Senhora da Conceição, e o pitoresco do sítio, com uma fonte de água abundante e alguns apontamentos de pedra a surpreender-nos sobre uma porta ou uma janela.

## População
| População da freguesia de Espadanedo | População da freguesia de Espadanedo | População da freguesia de Espadanedo | População da freguesia de Espadanedo | População da freguesia de Espadanedo | População da freguesia de Espadanedo | População da freguesia de Espadanedo | População da freguesia de Espadanedo | População da freguesia de Espadanedo | População da freguesia de Espadanedo | População da freguesia de Espadanedo | População da freguesia de Espadanedo | População da freguesia de Espadanedo | População da freguesia de Espadanedo | População da freguesia de Espadanedo |
| ------------------------------------ | ------------------------------------ | ------------------------------------ | ------------------------------------ | ------------------------------------ | ------------------------------------ | ------------------------------------ | ------------------------------------ | ------------------------------------ | ------------------------------------ | ------------------------------------ | ------------------------------------ | ------------------------------------ | ------------------------------------ | ------------------------------------ |
| 1864                                 | 1878                                 | 1890                                 | 1900                                 | 1911                                 | 1920                                 | 1930                                 | 1940                                 | 1950                                 | 1960                                 | 1970                                 | 1981                                 | 1991                                 | 2001                                 | 2011                                 |
| 495                                  | 322                                  | 357                                  | 311                                  | 350                                  | 304                                  | 317                                  | 375                                  | 487                                  | 549                                  | 368                                  | 262                                  | 281                                  | 194                                  | 188                                  |

No censo de 1864 tinha anexada  a freguesia de Soutelo Mourisco

## Etimologia
Existem duas versões sobre como terá surgido o nome Espadanedo. 
- Versão A:

No sítio chamado Vila dos Mouros, termo de Espadanedo, concelho de Macedo de Cavaleiros, situado no cume de um outeiro, onde ainda se divisam restos de fortificações, fossos e pedregulhos derrubados, vivia um mouro poderoso, que exigia anualmente dos povos cristãos vizinhos um certo número de donzelas para o seu harém.

Um dia, resolvidos a acabar com tão vexatório tributo, revoltaram-se ao grito de “Espada nele! Espada nele!”, [ou seja] “mata-o, passa-o à espada”. De onde, segundo a etimologia popular, veio à povoação o nome Espadanedo.

Segundo a mesma lenda, o mouro tinha um caminho subterrâneo para levar os cavalos a beber ao ribeiro que longe corre no fundo do outeiro.
- Versão B:

Dizem os antigos que a norte da aldeia de Bousende, concelho de Macedo de Cavaleiros, viveram os mouros num sítio a que chamam Fragão. E que se refugiavam ali para verem melhor ao longe e se defenderem dos cristãos. Dizem também que nesse lugar abriram uma passagem secreta por debaixo da terra até à ribeira, onde levavam os animais a beber sem ninguém os ver.

Ora, no sítio do Fragão há ainda hoje uma pedra em cima das outras, a qual era usada pelos mouros para comunicarem a grandes distâncias. Bastava que a puxassem e ela emitia um som muito forte. Conta-se também que este som era o sinal do rei mouro quando queria comunicar com os seus servos, e que, mal o ouviam, reuniam-se rapidamente para receberem ordens.

Um dia o rei ordenou-lhes que fossem ter com os cristãos para lhes exigirem doze donzelas para o seu harém. Só que os cristãos não cederam. Travou-se então uma grande batalha. E diziam:

– Espada nele! Espada nele!

Diz-se que foi com este grito que os cristãos ganharam ânimo e venceram. Por isso aquela terra ficou com o nome de Espadanedo.

## Curiosidades
Hino de Espadanedo
Espadanedo é um jardim

Toda a gente diz assim

É tão linda a nossa terra

Por esse mundo além

Só gente que faça bem

Desde o vale até à serra.

Viva Espadanedo

Viva a bandeira

Viva Espadanedo

E mocidade solteira

Viva Espadanedo

Terra de canções

Viva Espadanedo

A terra dos rapazões.

Espadanedo não tem rosas

Já secaram as roseiras

As rosas de Espadanedo

São as mocinhas solteiras.

Viva Espadanedo

Terra de cantigas

Viva Espadanedo

Que é terra de raparigas

Viva Espadanedo

Terra de canções

Viva Espadanedo

A terra dos rapazões

Ó que aldeia tão formosa

Toda a gente assim o diz

Pois temos cravos e rosas

Que nascem cá de raiz.

Viva Espadanedo

Terra de cantigas

Viva Espadanedo

Que é terra de raparigas

Viva Espadanedo

Terra de canções

Viva Espadanedo

A terra dos rapazões.

## Outras Informações
Festas e Romarias

Divino Senhor - 2.º sábado de Agosto

Senhora dos Caminhos - Agosto